# Stregone moderno
Stregone moderno ( The Up-to-Date Sorcerer ) è un racconto di fantascienza umoristica di Isaac Asimov pubblicato per la prima volta nel 1958 sul numero di luglio della rivista Magazine of Fantasy and Science Fiction.
Successivamente è stato incluso nell'antologia Antologia personale (Nightfall and Other Stories) del 1969.
È stato pubblicato varie volte in italiano a partire dal 1963, anche con il titolo Un mago moderno.
Scritta su richiesta dell'editor Anthony Boucher, la storia è un tentative di Asimov di scrivere un racconto umoristico ispirato alle opere di Gilbert e Sullivan e in particolare contiene molti riferimenti e giochi di parole su The Sorcerer.

## Trama
L'endocrinologo Wellington Johns conduce esperimenti su un filtro d'amore, che ha battezzato "principio corticale amatogenico", che induce chi lo prende a innamorarsi perdutamente della prima persona che vede. Alice Sanger e Alexander Dexter sono due studenti di Johns che subiscono gli effetti del filtro e di conseguenza arrivano a scambiarsi promesse di matrimonio.
Il narratore ipotizza che il finale di The Sorcerer non fosse quello che Gilbert avrebbe voluto: l'incantesimo sarebbe stato spezzato non dal sacrificio del protagonista , ma dal matrimonio della coppia, solo che questa soluzione andava contro i rigidi costumi vittoriani. Nel racconto di Asimov la storia ha effettivamente questo finale, le coppie si sposano per annullare l'effetto del “filtro”, dopodiché sono libere di annullare i matrimoni e di risposarsi con chi vogliono.